# Longfeng
Longfeng (en chino, 龙凤; pinyin, Lóngfèng) es un distrito urbano bajo la administración directa de la Prefectura Daqing en la Provincia de Heilongjiang, República Popular China.  Su área es de 414 km² y su población total para 2010 superó los 180 mil habitantes.

## Administración
Desde julio de 2023, el  Distrito Longfeng  se divide en pueblos que se administran en 8 subdistritos y 1   poblado.